# Erica stuartii
Erica stuartii là một loài thực vật có hoa trong họ Thạch nam. Loài này được (Macfarl.) Mast. mô tả khoa học đầu tiên năm 1901.